# Véronique Sales
Véronique Sales, née Sureau le 23 avril 1961 à Paris, est une femme de lettres et une éditrice française.

## Biographie

### Famille et formation
Fille de Claude Sureau, médecin chercheur en gynécologie-obstétrique et ancien président de l'Académie de médecine, elle est la sœur de François Sureau (né en 1957), avocat, écrivain et académicien.
Ancienne élève de l'École normale supérieure de jeunes filles, elle est agrégée de lettres.

### Carrière
Elle collabore pendant dix ans à la revue L'Histoire, dont elle est la rédactrice en chef adjointe. En 2001, elle rejoint les éditions Armand Colin — à l'époque dans le groupe Vivendi Universal Publishing — en tant que directrice éditoriale pour les lettres et l'histoire.
Puis, de 2005 à 2009, elle dirige le département Essais et Documents des éditions Larousse, passées en 2004, comme Armand Colin, dans le groupe Hachette Livre.[source insuffisante]
Après avoir quitté Larousse, elle fonde en 2010, avec Carl Aderhold, ancien directeur éditorial de Larousse, les éditions Vendémiaire,,, spécialisées en histoire et sciences humaines.

## Publications
- Retour dans le Limousin[6],[7], François Bourin, 1990, rééd. Éditions du Revif, 2009
- Les Jours, Le Seuil, 1997
- La Vie, simple et tranquille, Le Seuil, 1999
- Trois Rêves d'Ephraïm, Le Seuil, 2001
- Un épisode remarquable dans la vie de Trevor Lessing, Éditions du Rocher, 2004
- Le Livre de Pacha[8], Éditions du Revif, 2010
- Les Islandais[9], Éditions Pierre-Guillaume de Roux, 2011
- Avec Nicolas Weill-Parot (dir.), Le Vrai Visage du Moyen Âge : au-delà des idées reçues, Vendémiaire, 2017
- Okoalu, éditions Vendémiaire, 2021

## Éditions Vendémiaire
Les éditions Vendémiaire ont été créées pour développer un catalogue sur l'histoire et les sciences humaines. Elles se sont depuis diversifiées vers l'art, la littérature, le cinéma, etc. et proposent plusieurs collections :
- « Chroniques »[15] (2011)
- « Dictionnaire »[16] (2011)
- « Contrechamp », dirigée par Frank Lafond[17] (2017)
- « L'Univers des séries », dirigée par Ioanis Deroide[18] (2017)
- « Dictionnaire cinéma », dirigée par Frank Lafond[19] (2018)
- « Résistance », dirigée par Fabrice Grenard[20] (2019)
- « Littérature »[21] (2021)
- « Compagnons de voyage », dirigée par René de Ceccatty[22] (2022)
- « Art », dirigée par Barthélémy Jobert[23] (2023)